# Плоњск
Плоњск (пољ. Płońsk) град је у Пољској у Војводству мазовском. По подацима из 2022. године број становника у месту је био 21 591.

## Становништво
| 2012.  | 2022.  |
| ------ | ------ |
| 22.597 | 21.591 |

## Партнерски градови
- Чаковец
- Волгоград
- Нотареско